# Comunitat jueva de Santa Coloma de Queralt
Les primeres referències sobre la presència de jueus a Santa Coloma de Queralt es remunten a 1272, si bé Yom Tov Assis considera que la seva presència a la Vila és anterior. A cavall dels segles XIII i XIV, la comunitat jueva colomina constava d'uns 110 membres. La dona jueva tenia independència econòmica respecte de l'home. La comunitat jueva va augmentar durant la primera meitat del segle xiv, atès que en el període 1347-50 es documenten 81 caps de família jueus. En una carta emesa el 1347 a Pere III el Cerimoniós, Pere de Queralt i de Castellnou afirma que a la vila hi havia cinquanta cases de jueus. Aquest mateix any, Pere de Queralt aconsegueix la jurisdicció -i la capacitat de recaptar impostos- sobre trenta cases de jueus. A canvi, la comunitat jueva ha de pagar 500 sous anuals al monarca.
A finals del segle xiii, la majoria de mercaders jueus eren drapers, dedicats a la importació de draps francesos. També fou remarcable l'activitat dels jueus en el comerç de blat, i de manera menys accentuada, en el del bestiar. També es documenta una important presència de prestadors a interès, que solia oscil·lar entre el 16% i el 20%. En l'esmentat període 1347-50, el radi d'acció del mercat dels jueus colomins abraça els municipis de l'actual Baixa Segarra, Conca de Barberà, Anoia i Urgell.En les darreres dècades del segle xiv, la comunitat jueva va tenir un paper cabdal en l'exportació del safrà colomí arreu d'Europa. Les referències notarials als oficis de la població jueva de baix estrat no són habituals, Gabriel Secall va documentar botiguers, metges, cirurgians, tintorers, mestres de lectura, dides, ramblers, carreters, fusters-serrallers, torners, servents i criades, entre d'altres.
La comunitat jueva va formar tres confraries principals, documentades entre 1331 i 1402: la del sabbatharin, que s'ocupava dels oficis setmanals; la dels Cabbarim o Capbarim, que s'ocupava de soterrar els morts; i una tercera confraria que es dedicava a vetllar pels malalts. Els manuals notarials no constaten matances o agressions contra jueus durant els tumults de 1391, que provocaren la conversió forçada de jueus colomins al cristianisme. És possible que aquest episodi provoqués l'arribada de jueus d'algunes ciutats catalanes a Santa Coloma.
El 30 de març de 1492, els Reis Catòlics ordenen expulsar tots els jueus que no s'haguessin convertit al cristianisme en un termini de quatre mesos. En aquesta ocasió, no hi ha cap document que testimoniï la conversió de cap jueu.

## Ubicació de les famílies
La comunitat hebrea residia en els següents carrers (en parèntesi s'indica el nom actual):
- Carrers dels Jueus (carrer Quarteres)
- Carrer de les Quarteres (actual carrer Forn de Baix)
- Plaça de les Quarteres (secció del carrer Forn de Baix)
- Carrer ? (Carrer del Call)
- Carrer Major (Carrer Major)
- Plaça de les Eres (Plaça Major)
- Carrer Portal d'en Salvador (Carrer Portal d'en Roca)
- Plaça de l'Om (Plaça de l'Església)
- Carrer d'en Robió (Carrer d'en Mig)·

A diferència d'altres poblacions catalanes, la població jueva de Santa Coloma no es concentrava únicament en una aljama, ni havia de dur rodelles identificatives. Tot i que minoritàries, també hi havia famílies de jueus que convivien amb cristians en carrers que no formaven part de call, sobretot a partir del segle XV.

## Privilegis de la comunitat jueva
L'any 1327, Francesca de Queralt atorga vint privilegis a la comunitat jueva, possiblement com a confirmació d'un privilegi anterior. Els més destacats dels quals són aquests nou:
- Potestat de prestar diners a usura als cristians
- El testimoni d'un cristià no pot danyar un jueu sense el testimoni d'almenys un jueu.
- Un inquisidor general no pot condemnar un jueu sense una acusació prèvia.
- Els jueus no poden ser sotmesos als suplicis de la roda sense prèviament haver estat advertit per altres membres jueus del perill que incorren.
- Que si un jueu és pres indegudament, no hagi de dipositar cap garantia econòmica.
- No es poden allargar ni anul·lar els deutes que es tenen sobre els jueus.
- Que els jueus de Santa Coloma no responguin a les constitucions o estatuts de la monarquia catalana sobre la comunitat hebrea.
- Que els jueus no hagin de fer host ni cavalcada ni guaita pel Comú de la Vila.
- Possibilitat de crear una sinagoga

Els privilegis tornen a ser ratificats i ampliats el 1333 i el 1358. Pere de Queralt i Pinós torna a concedir privilegis als jueus colomins (1395), especialment significatius per produir-se després dels avalots de 1391 contra les aljames jueves.

## Emplaçaments destacats
Banys
El 1284, els jueus adquireixen un tros d'hort vora el riu Gaià, on decideixin fer-hi uns banys.
Bet Midrash (casa d'estudi).
El 1298 es troba documentada al carrer de les Quarteres, segurament a tocar de la primera sinagoga.
Sinagoga
En els manuals notarials colomins és anomenada schola. La seva ubicació és desconeguda, Secall planteja que possiblement es trobaria al capdavall del carrer major, molt pròxima a l'església parroquial. A favor d'aquesta hipòtesi, cal considerar un document de 1409 que esmenta que un gran corral del carrer Major s'havia dividit en tres parts, una de les quals fou dedicada a la sinagoga. El 1362, la sinagoga comptava amb una sala d'estudi.
Els rabins que hi instruïren foren Jucceff Benevist (1333-1360), Cresques Affimaz (1327-1333), Isach Astruch (1335-1347), Isach (1351-1364), Bonjuha Saladi (1414-1437), Jaffuda Saladi (1421-1431) i Vital Symeon (1473-1492).
Hospital
Estava ubicat en l'extrem del carrer de les Quarteres, a prop del Pati d'Armes del Castell. La fundació de l'hospital va ser promoguda pel draper Mossé Cabrit, en el testament redactat el 19 de setembre de 1410. Una empresa que fructífera aviat, atès que Abraham Baruch i Bonjuhà de Besses consten com a administradors l'any 1415. Es tenen referències de l'hospital dels jueus de 1476, així que probablement va mantenir-se actiu fins a la seva expulsió.

## Jueus destacats
Vidal Cresques.- Documentada com a batlle de Santa Coloma entre 1284 i 1311.
Pere Ritxard (Lleida?, c.1310 - Santa Coloma de Queralt, c.1363). Metge. Posseeix les primeres obres traduïdes al català de la Cirurgia de Lanfranc i els Aforismes d'Hipòcrates, comentats per Claudi Galè. Documentada la seva residència a Santa Coloma entre 1333 i 1363.
Floreta Sanoga (c.1330 - c.1389). Metgessa. De les poques dones documentades que van exercir la medicina en la Corona d'Aragó. Va assistir a la reina Sibil·la de Fortià. Documentada la seva residència a Santa Coloma entre 1365 i 1381.
Selomoh bon Reuben Bonafed (Astruc Bonafeu). Poeta i polemista hebreu. Documentada la seva presència a Santa Coloma entre 1390 i 1409.
Mosse Cabrit. Draper, filàntrop i bibliòfil, impulsor de l'Hospital dels Jueus.